# 緒方町
緒方町（おがたまち）は、大分県の南西部の大野郡に属していた町。原尻の滝やチューリップなどで知られていた。
2005年3月31日、大野郡朝地町、三重町、清川村、犬飼町、千歳村、大野町とともに豊後大野市として新設合併して、自治体としての緒方町は消滅した。

## 地理
- 山：祖母山、傾山、古祖母山
- 河川：緒方川

## 歴史
- 1889年（明治22年）4月1日 - 町村制の施行により、馬場村、上自在村、下自在村、軸丸村、越生村、井上村、野尻村の区域をもって緒方村が発足。
- 1932年（昭和7年）4月1日 - 南緒方村の一部を編入。
- 1950年（昭和25年）11月1日 - 緒方村が町制施行して緒方町となる。
- 1955年（昭和30年）1月 - 緒方町、小富士村、上緒方村、長谷川村が合併し、改めて緒方町が発足。
- 1955年（昭和30年）6月 - 大野町の一部を緒方町に編入。
- 1955年（昭和30年）7月 - 緒方町の一部を竹田市に編入。
- 1957年（昭和32年）4月 - 清川村の一部を緒方町に編入。
- 2005年（平成17年）4月 - 豊後大野市の発足に伴い消滅。

## 行政
村長
- 原尻束（1939年 - 1943年）

町長
1. 波多野政男（1955年2月 - ）
2. 西進（1961年3月 - ）
3. 波多野正憲（1969年2月 - ）
4. 田部省三（1985年2月 - ）
5. 山中博（1993年2月 - 2005年3月31日）

## 経済

### 特産品
- チューリップ
- しいたけ
- さといも
- 豊後牛

### 産業
- 主な産業：農業、運輸業、林業など。過去、1960年代までは尾平鉱山、豊栄鉱山といったスズ鉱山が稼働していた[1]。
- 産業人口：45.1%

## 地域

### 教育

#### 高等学校
- 大分県立緒方工業高等学校（2006年4月の大分県立三重総合高等学校の設立に伴い、2008年3月に閉校）

#### 中学校
- 緒方町立緒方中学校
- 緒方町立米山中学校（2000年3月に休校）

#### 小学校
- 緒方町立緒方小学校
- 緒方町立小富士小学校
- 緒方町立上緒方小学校
- 緒方町立長谷川小学校（休校）

## 交通

### 鉄道
- 九州旅客鉄道
  - 豊肥本線：緒方駅

### 道路

#### 一般国道
- 国道502号

#### 県道
主要地方道
- 大分県道7号緒方高千穂線
- 大分県道46号緒方朝地線

一般県道
- 大分県道210号緒方大野線
- 大分県道410号牧口徳田竹田線
- 大分県道634号六種緒方線

## 名所・旧跡・観光スポット・祭事・催事

### 名所・旧跡・観光スポット
- 原尻の滝
- 冬原監物の石畳

### 祭事・催事
- 緒方チューリップフェスタ（4月上旬）
- 小松明火祭り（8月）
- 緒方五千石祭（9月）